# Ptychogonimus fontanus
Ptychogonimus fontanus är en plattmaskart. Ptychogonimus fontanus ingår i släktet Ptychogonimus och familjen Ptychogonimidae. Inga underarter finns listade i Catalogue of Life.